# Salsitxa de Frankfurt

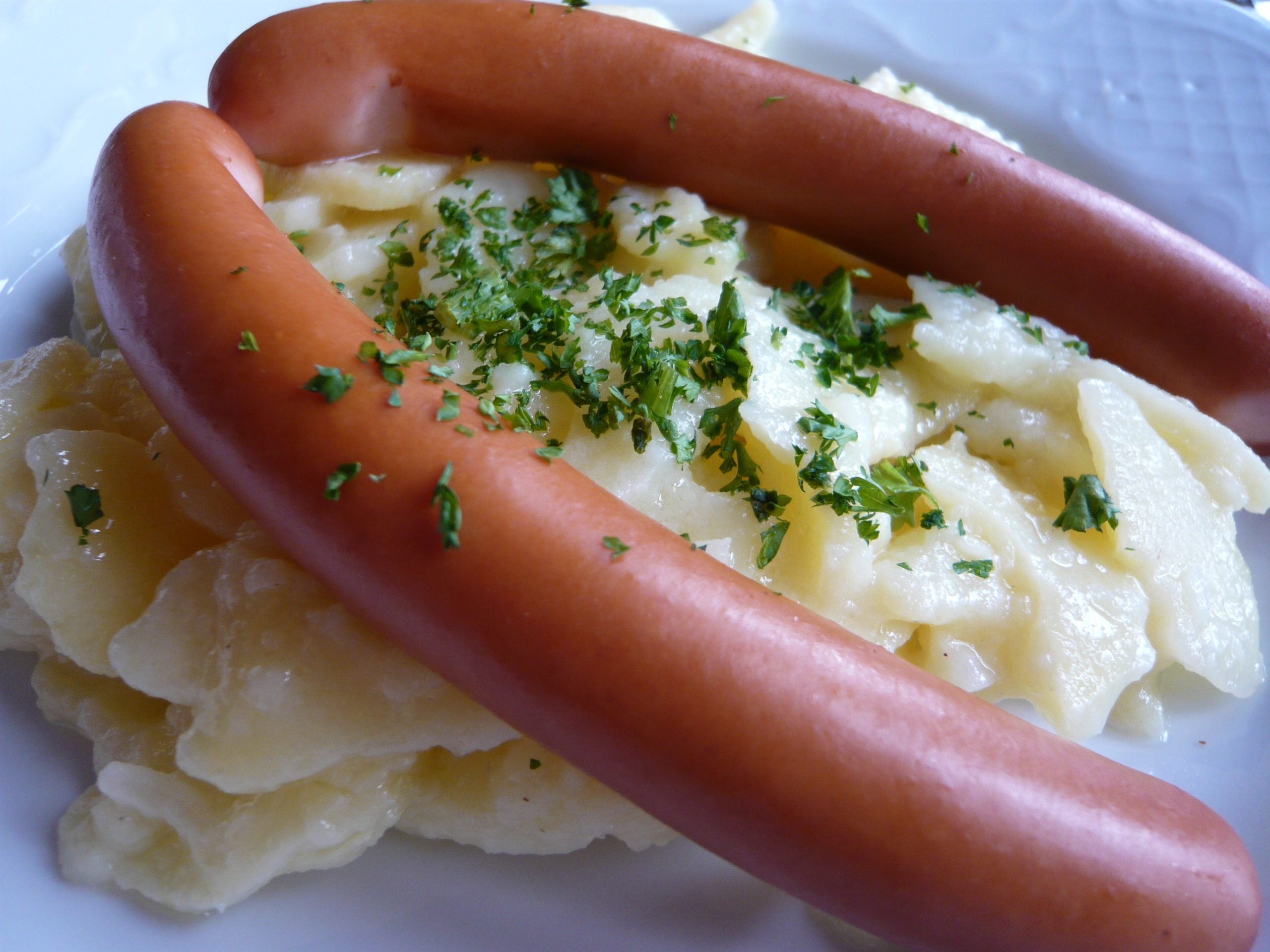
Dues salsitxes de Frankfurt amb amanida de patata

Una salsitxa de Frankfurt és una mena de botifarra cuita de carn de porc emulsionada, i, per tant, de textura extremadament homogènia en comparació amb les de carn picada, embotida en budell natural de xai o budell artificial, i posteriorment fumada i escaldada. És una especialitat a la meitat sud d'Alemanya i concretament, com el seu nom indica, de la ciutat de Frankfurt. En català es coneix com a salsitxa de Frankfurt al tipus de botifarra cuita i fumada bavaresa en general, que sovint es menja en un entrepà anomenat popularment frankfurt. A la Catalunya Nord se'n diu de manera generalitzada socissa d'Estrasburg, que és la varietat popular a França.
Les salsitxes d'aquest tipus que es venen als Països Catalans es consideren productes carnis tractats per calor i es defineixen com a productes carnis picats, fabricats amb carn i greix, embotits en un budell (natural o artificial) que pot treure's o no després de la cocció, i que tenen un gruix màxim de quatre centímetres i mig de diàmetre.
Al contrari de com es cuinen (a la planxa amb oli) als Països Catalans, les salsitxes de Frankfurt "al gust original" mai no es fregeixen, ficant-les només uns vuit minuts en aigua calenta. Tradicionalment es mengen amb pa, mostassa, rave picant i amanida de patates.

## Història
El nom  Frankfurter Würstchen  apareix en Alemanya al voltant de 1860 com denominació d'origen geogràfica protegida i només pot utilitzar-se per les salsitxes des de 1929, ja que en realitat procedeixen de la zona de Frankfurt del Main (en general de carnissers especialistes de Neu-Isenburg i Dreieich). en Frankfurt del Main aquest tipus d'embotit es coneix des del segle xiii.
Aquesta salsitxa s'esmenta per primera vegada el 1562 durant la coronació de Maximilià II on es denomina salsitxa cuita indicant que el farcit a l'interior estava «cuit».

## Controvèrsia
La salsitxa de Viena és semblant a la de Frankfurt, excepte per emprar una barreja de carns de porc i vedella. Va ser creada i popularitzada pel carnisser alemany Johann Georg Lahn (1772 - 1845), establert a Viena des de l'any 1805 procedent de Frankfurt, que també va anomenar  Frankfurter  ('de Frankfurt') a aquesta variant, nom amb què es van popularitzar en bona part del món.

## Ingredients

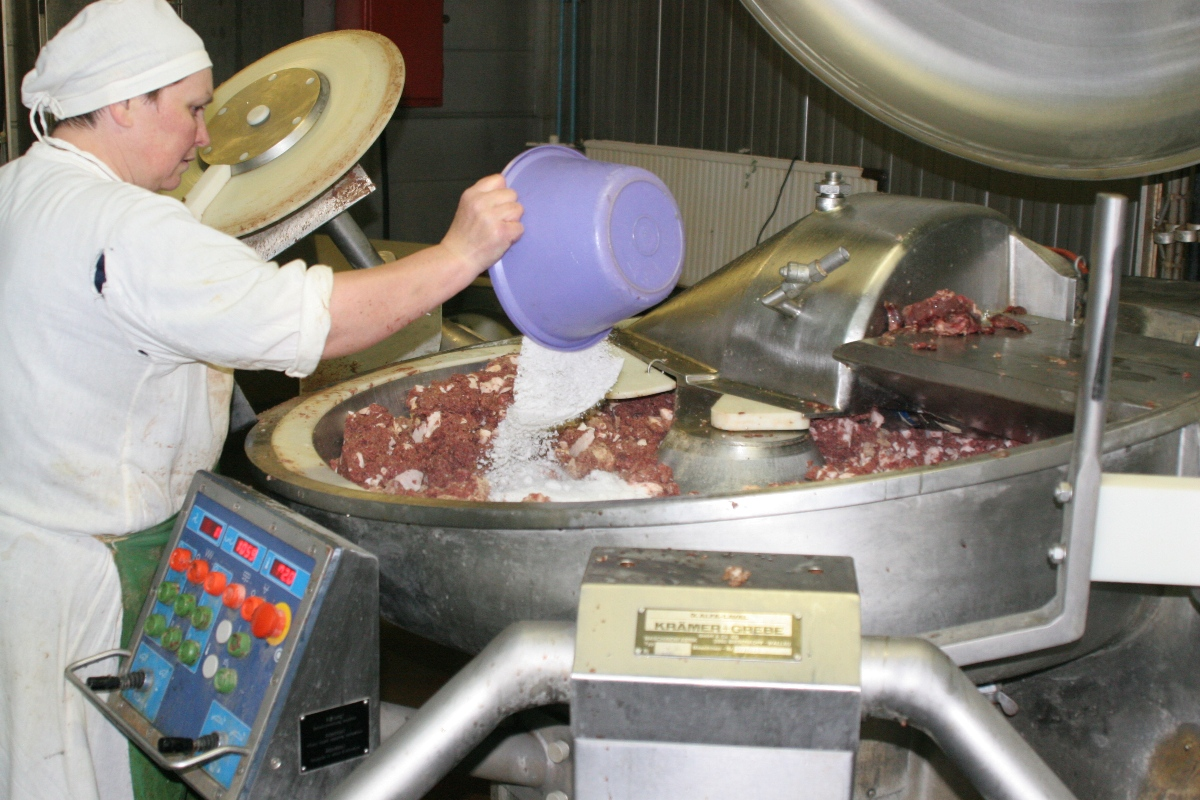
Mescladora d'ingredients

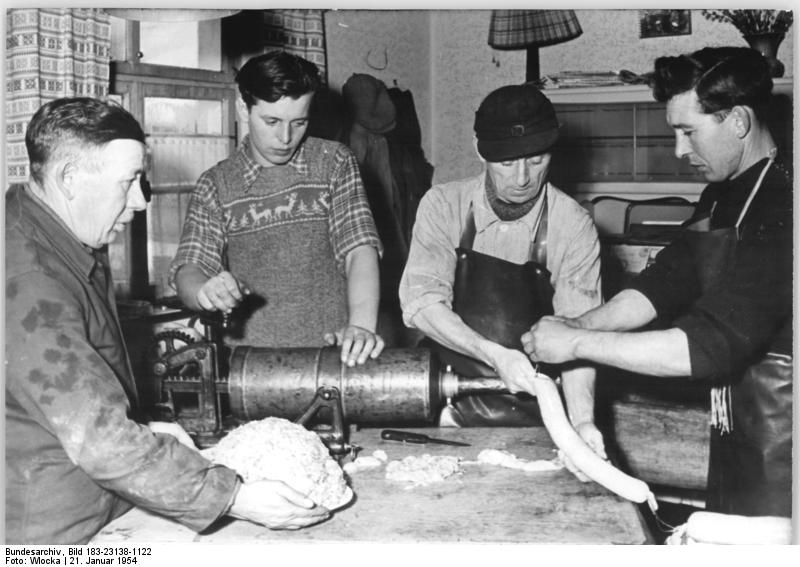
Fent salsitxes casolanes

Les que es venen als supermercats contenen carn de porc, però moltes poden tenir també carn d'au o d'altres animals d'abastiment, algunes contenen a més greix de porc: cansalada o cotna. A totes se les afegeix aigua, sal comuna, espècies i condiments.
En general solen contenir altres ingredients, com llet en pols, midó o fècula de patata, proteïnes afegides (de llet o de soja), sucres (dextrosa, per exemple) i additius. D'entre els additius, la majoria contenen nitrits i nitrats, cosa legal però polèmica, a causa de la seva toxicitat.
La llei alemanya sobre vigilància d'aliments és molt estricta sobre la composició i producció d'aquesta salsitxa, exigint que aquesta  Brühwurst  s'elabori amb una selecció de carns de porc, que es fumen després de l'embotit.

## Elaboració
El procés industrial de la seva fabricació comença fent passar els ingredients triats per màquines talladores i picadores per a obtenir una massa amb el granulat desitjat. Aquesta barreja ja conté aigua provinent de la carn, però de tota manera se li n'afegeix més, en estat líquid o sòlid. En aquest moment és possible afegir també altres ingredients, com per exemple sal, aromatitzants, estabilitzants i altres additius, per exemple per a afavorir la fixació de l'aigua a la massa. A més de la sal, s'afegeixen farines per a abaratir els costos de la matèria primera, ja que són més barates que la carn magra. La norma permet que aquests productes continguin, respecte al total de massa, fins a un 10% de farines, fècules i midó. D'entre els additius permesos per llei en aquest tipus de producte hi ha els nitrats (200ppm com a màxim) i nitrits (125ppm com a màxim), que s'usen com a conservants, els fosfats i la goma guar, que fan d'estabilitzants, antioxidants, potenciadors del sabor, colorants i aromes. Això es fa en màquines barrejadores i posteriorment la massa és transportada a una màquina embotidora, que l'extrussiona al budell, el talla i el tanca. Aleshores es cou o s'escalda en aigua i, si es desitja, després es pot retirar el budell. Es poden fumar abans o després de la cocció.
Els processos posteriors corresponen a l'envasat, en paquets individuals o per grups de quatre, sis o altre nombre de salsitxes, després en grups majors, en caixes, paletes, etc., l'emmagatzematge i la distribució a magatzems secundaris o als establiments.

## Valors nutricionals

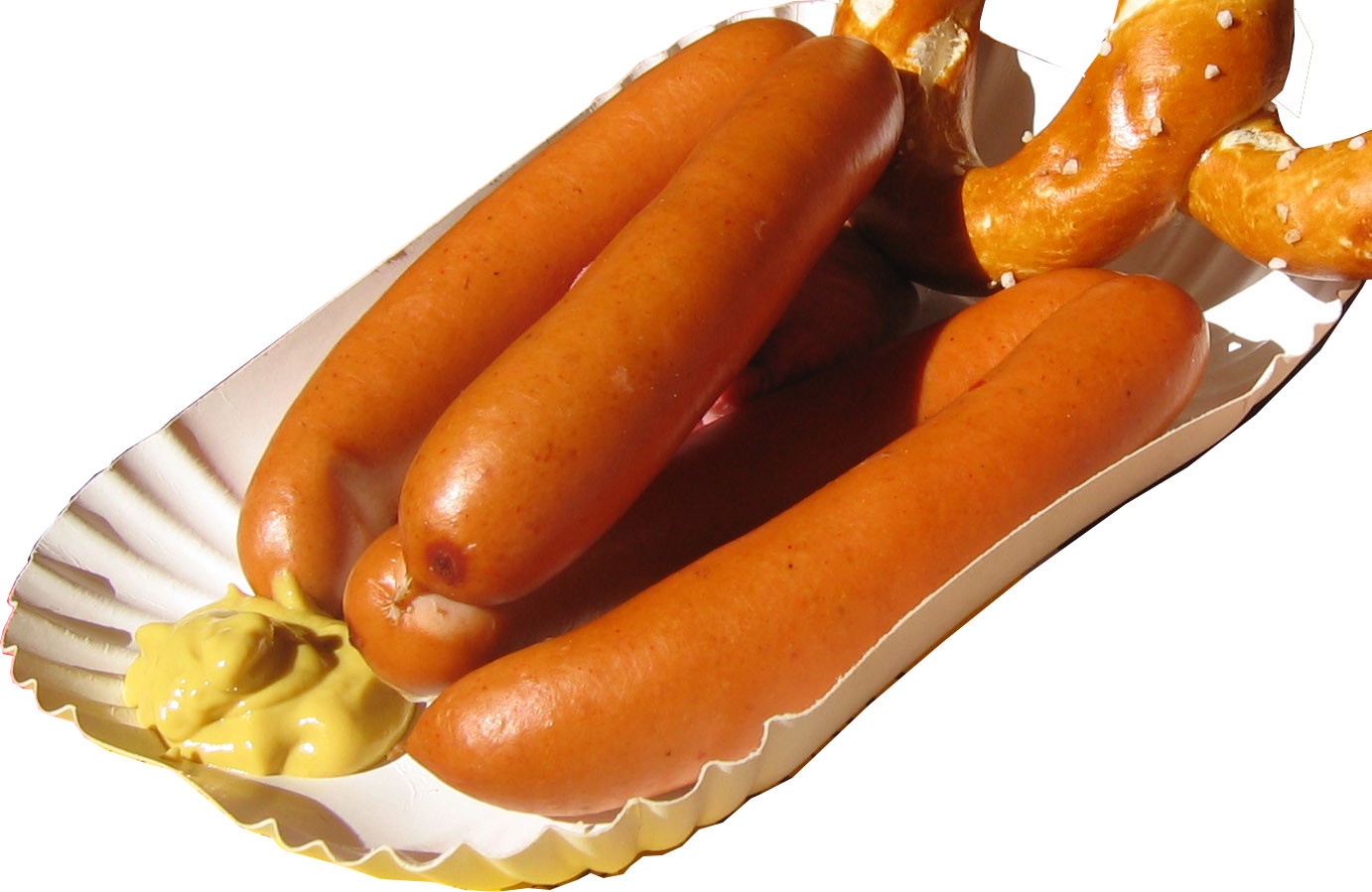
Salsitxes de Frankfurt amb mostassa

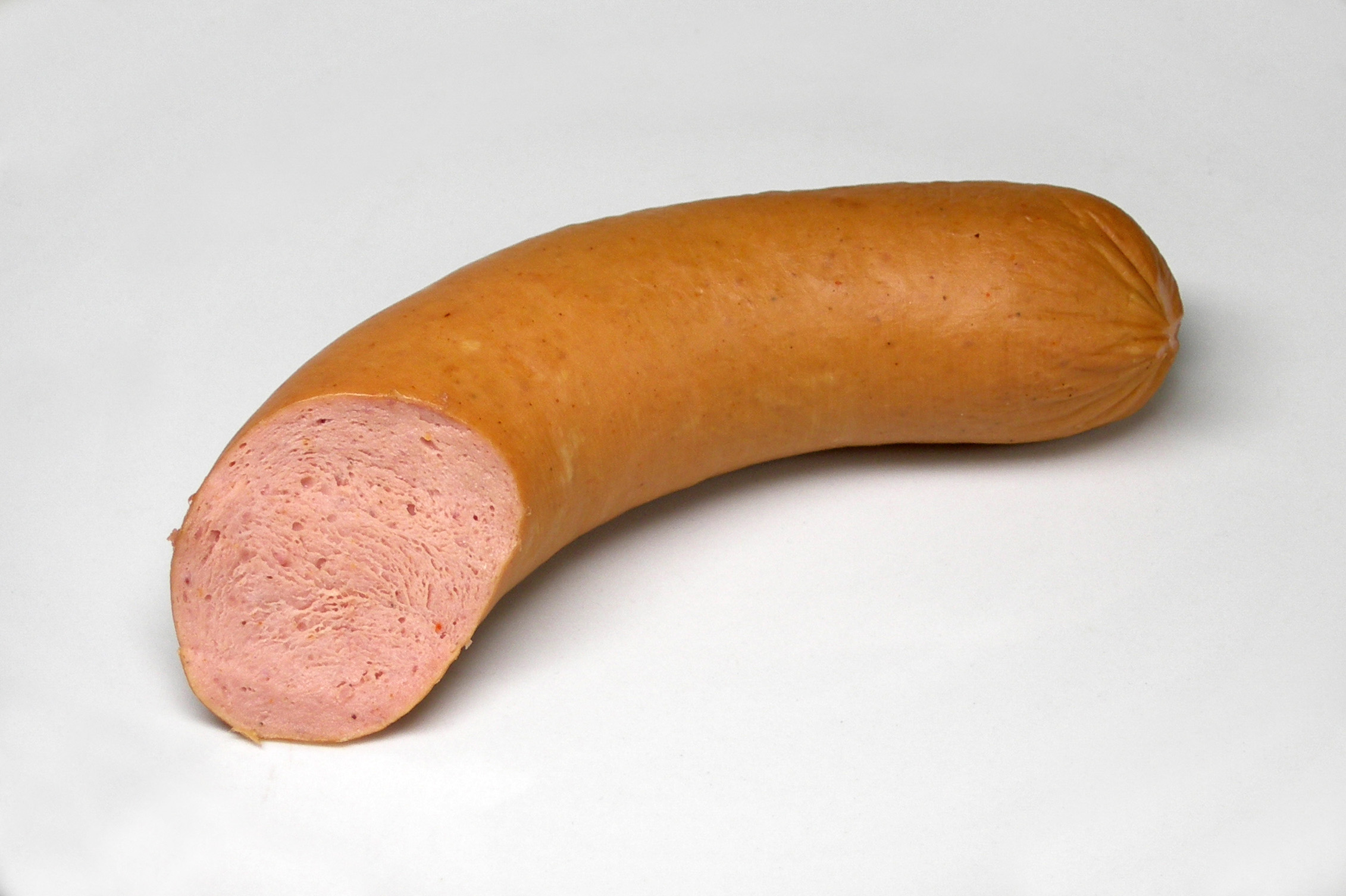
Salsitxa tallada

El valor energètic de les salsitxes de Frankfurt depèn dels ingredients utilitzats, etc. però és proper a les 260 quilocalories per cada cent grams de producte. Entre els minerals només destaca el sodi, provinent de la sal (clorur de sodi, NaCl) afegida i que s'hi troba en una quantitat molt elevada, d'uns 800 mil·ligrams de sal per a cada cent grams de salsitxa. Aquesta quantitat és prou important perquè la tinguin en compte les persones que han de seguir una dieta baixa en sal (en sodi), per prescripció mèdica.
En canvi, el contingut en colesterol és semblant al de les carns fresques. En general, el contingut en greix o lípids pot variar molt d'una marca a una altra i situar-se en valors compresos entre el 15% i el 30% aproximadament. El contingut en greix, comparat amb el de carn magra contenida, és molt alt, però les salsitxes de Frankfurt també contenen molta aigua, de manera que al final el contingut en greix total és inferior al d'un tros de la mateixa mida de xoriço o de llonganissa, per exemple. Les que contenen menys greix són les que no contenen, o que almenys contenen menys, cansalada afegida. Hi ha greix saturat, considerat en principi menys saludable, i també greix insaturat, en proporcions similars o, de vegades, segons la marca, el saturat és menys present que l'insaturat.
En principi un producte amb alt contingut en proteïna, per exemple respecte al greix, es considera de millor qualitat. Però cal tenir en compte també la qualitat de les proteïnes que conté. Així, un millor indicatiu de la qualitat de la carn de les salsitxes de Frankfurt pot ser la proporció de quantitat de col·lagen dividida entre la quantitat de proteïna total, sabent que com menys col·lagen hi hagi, més alta és la qualitat de la carn. Aquesta proporció sol ser de l'ordre d'entre el 16% i el 30% aproximadament. Són proporcions molt altes (baixa qualitat de la carn), ja que algunes marques fan servir molta carn provinent de tendons, cartílags, pell i teixit conjuntiu en general i poca provinent de múscul i vísceres. A més, les marques que no treuen el budell després d'embotir la carn, llevat que aquest sigui natural, estan afegint més col·lagen, ja que els budells artificials estan fets bàsicament de col·lagen comestible.
El contingut en hidrats de carboni, o glúcids, és molt variable, ja que depèn sobretot de la quantitat de farines i de sucres afegits. Quan se n'afegeixen pocs pot ser molt baix, per exemple del 0,4% o fins i tot menys, però, tenint en compte que és possible afegir fins a un 10% de farines, el contingut en hidrats de carboni pot ser molt més elevat, per exemple del 8% o més, segons la marca. Els al·lèrgics al gluten han de comprovar els ingredients de les salsitxes a l'envàs, perquè és problable que continguin farina de blat.
Les salsitxes de Frankfurt poden contenir proteïnes de llet afegides, cosa que han de tenir en compte les persones que no digereixen bé la lactosa.

## Gastronomia

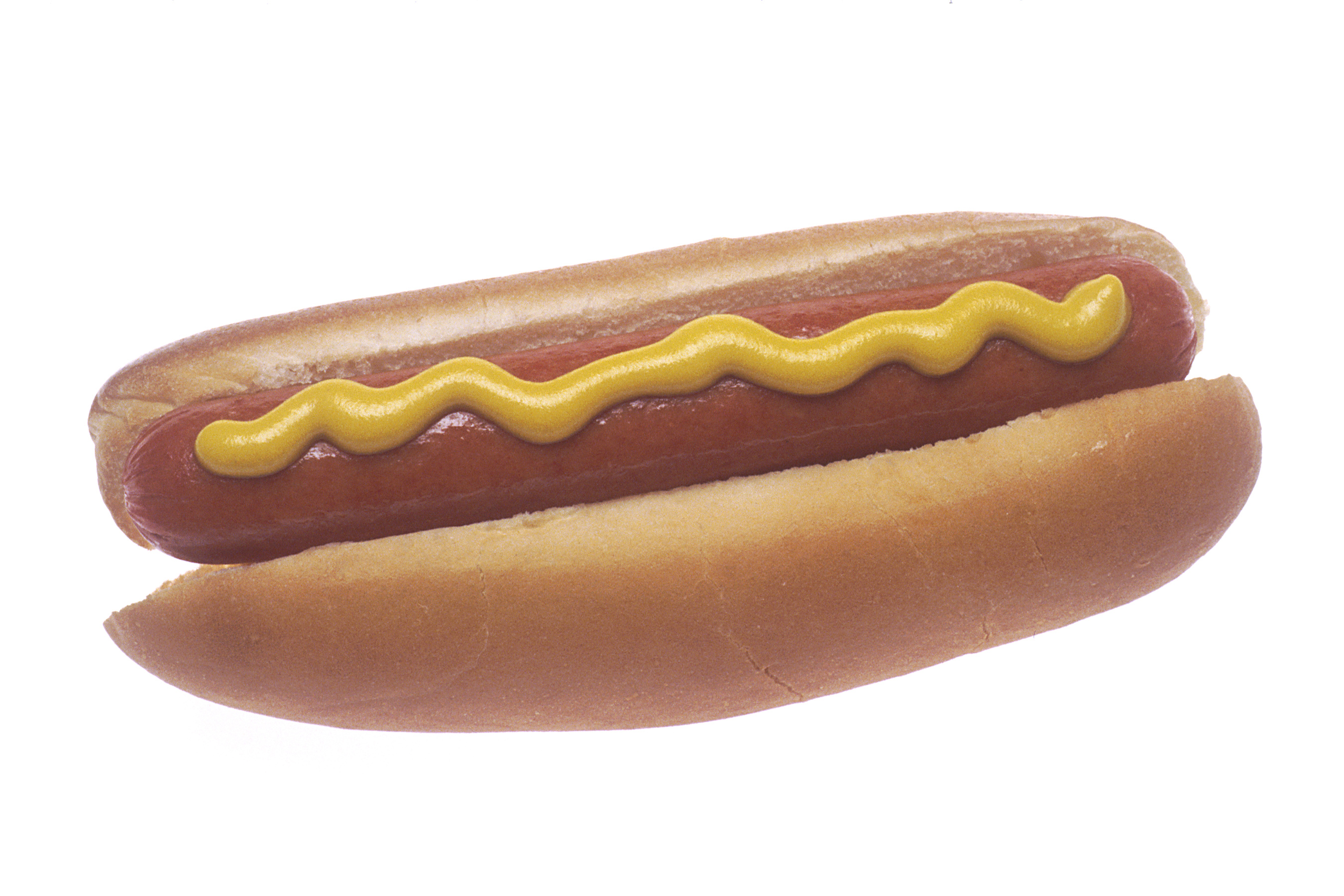
Entrepà de salsitxa de Frankfurt

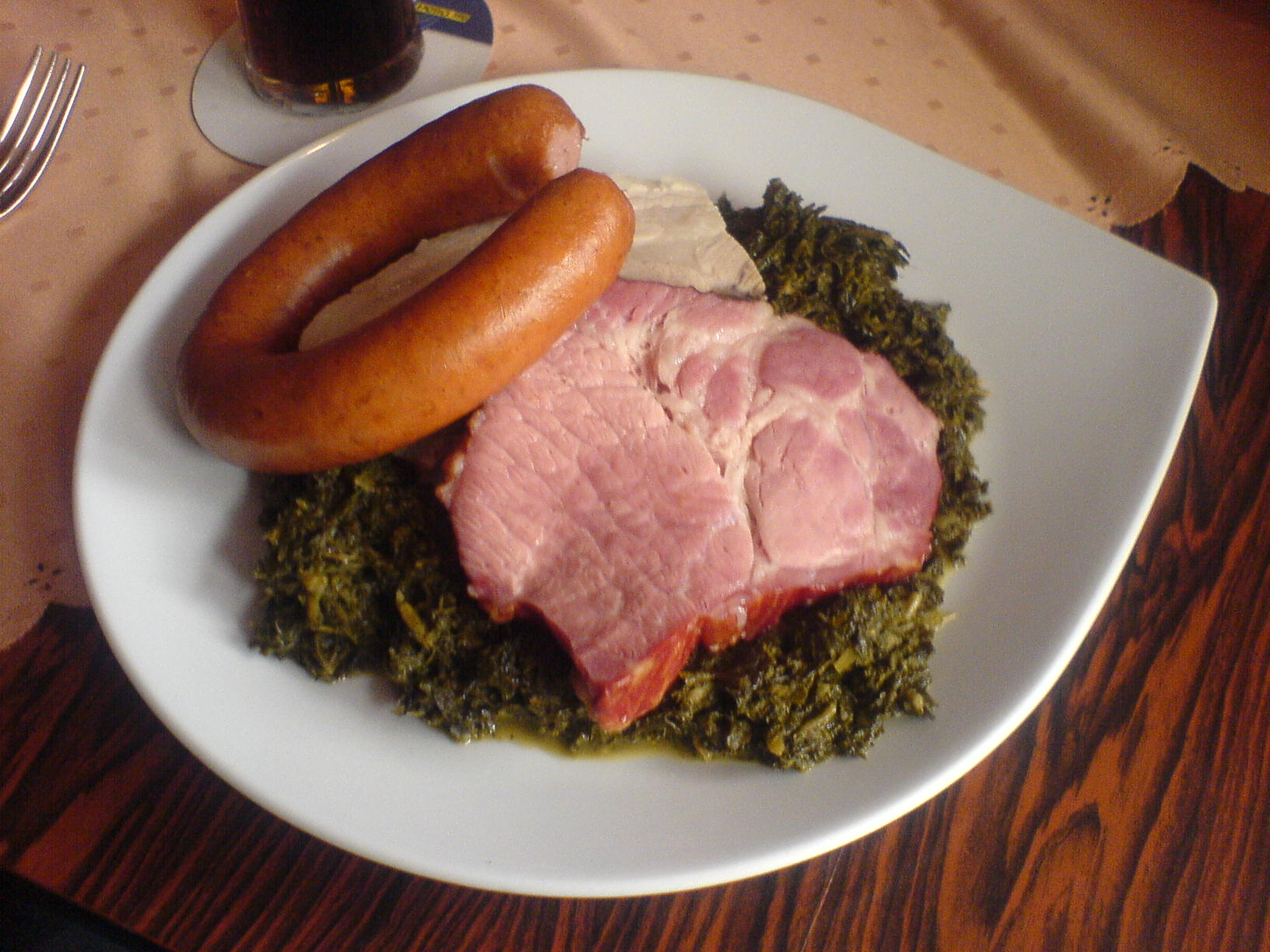
Salsitxa de tipus Frankfurt amb col verda i carn, com es menja típicament al nord-oest d'Alemanya

Als Països Catalans es solen menjar calentes en un entrepà, sovint amb ketchup o mostassa. També hi ha qui les talla a trossets i les menja soles, per picar, per exemple, o envoltades de pasta fullada. Existeixen també canyes i croissants salats farcits de salsitxa de Frankfurt. Algunes persones les usen, tallades en trossets, com a ingredient a alguns tipus d'amanida.
A Alemanya es mengen soles, amb mostassa i cogombres en vinagre, en entrepans o també com a plat, sovint acompanyades amb alguna preparació a base de patata. Els entrepans de salsitxa de Frankfurt són un clàssic del menjar ràpid a molts països per tot el món.

## Curiositats
La salsitxa de Frankfurt, com el xoriço o el bacó, és un ingredient de la paella a alguns indrets de fora dels Països Catalans. En concret sembla que ho és de vegades a Alemanya, i existeix una teoria segons la qual l'origen era una manera de voler crear lligams entre aquest país i Espanya a l'època d'Adolf Hitler i Francisco Franco Bahamonde.